# Бадија ал Пино (Арецо)
Бадија ал Пино је насеље у Италији у округу Арецо, региону Тоскана.
Према процени из 2011. у насељу је живело 1127 становника. Насеље се налази на надморској висини од 268 м.